# 艾莉森·布萊克
艾莉森·瑪麗·布萊克CMG是英國外交官，曾任駐孟加拉高級專員、駐阿富汗大使，現任福克兰群岛总督兼南乔治亚和南桑威奇群岛专员。

## 經歷
布萊克畢業於羅恩女子學校，在牛津大學墨頓學院專攻古代及現代史，1980年取得文學碩士學位，1983年—1987年在倫敦博物館、英格蘭遺產委員會、大倫敦議會擔任考古學家。1989年加入國防部，曾任國防大臣助理私人祕書，1995年轉至外交及國協事務部，1996年—1999年在比利時布鲁塞尔擔任駐北約代表團成員，1999年—2001年任外交及國協事務部東亞得里亞司副司長，2001年—2005年在駐美國大使館任職，2006年—2007年借調至內閣辦公室擔任外交及發展政策主管，2007年—2011年任外交及國協事務部衝突小組組長，2011年—2014年任駐巴基斯坦副高級專員。布萊克於2016年1月成為駐孟加拉高級專員，2017年因明顯代表英美烟草（BAT）遊說而受批評，當時英美菸草因孟加拉政府對其子公司BATB提出的1.7億英鎊未付增值稅索賠而與孟加拉政府發生糾紛。布萊克於2019年5月轉任駐阿富汗大使。2021年6月，勞里·布里斯托爵士繼任其職位。
布萊克進入2018年新年榮譽名單，獲聖米迦勒及聖喬治勳章，作為對其“對英國外交及安全政策之貢獻”的表彰。
2022年3月，外交、聯邦及發展事務部宣布，布萊克將於7月接替奈傑爾·菲利普斯，擔任福克兰群岛总督兼南乔治亚和南桑威奇群岛专员。布萊克是福克蘭群島首任女性總督。